# Купер, Стивен
Стивен Купер (англ. Stephen Cooper, родился 11 ноября 1966 в Дареме) — британский хоккеист, игравший на позиции защитника. Старший брат Иана Купера, также хоккеиста. Член Британского хоккейного Зала славы. Провёл 61 игру за сборную Великобритании.
Живёт в Кардиффе с женой и ребёнком, работает в сфере продаж автомобилей.

## Достижения
- Чемпион Великобритании: 1989/1990, 1990/1991, 1991/1992, 1992/1993, 1993/1994
- Член сборной звёзд чемпионата Великобритании: 1985 (второй состав), 1987, 1988, 1989, 1990, 1993, 1994, 2001 (второй состав)
- Лучший хоккейный защитник Великобритании: 1989/1990, 1990/1991, 1991/1992, 1992/1993, 1993/1994, 1995/1996, 1997/1998, 1998/1999, 1999/2000
- Лучший защитник чемпионата мира в группе B: 1993
- Обладатель Autumn Cup: 1984, 1987, 1990, 1993
- Обладатель Castle Eden Cup: 1986, 1987, 1990, 1991
- Член Британского хоккейного Зала славы: 2003